# دیوردی میژئی
دیوردی میژِئی (مجاری: György Mizsei؛ زادهٔ ۳۰ سپتامبر ۱۹۷۱) بوکسور اهل مجارستان است.